# بالنشتيت
بالن‌اشتات (بالألمانية: Ballenstedt) هي بلدة ألمانية تقع في ألمانيا في ساكسونيا أنهالت. يقدر عدد سكانها بـ 9,481 نسمة .

## المدن التوأمة
مدينة كرونبرج إم تانوس هي مدينة توأمة لـبالن‌اشتات.

## أعلام
- ألبرشت الأول
- لويز كارولين من هسن-كاسل
- يواخيم إرنست من أنهالت
- يوهان أرندت